# Libéralisme suisse
 (janvier 2021).
Si vous disposez d'ouvrages ou d'articles de référence ou si vous connaissez des sites web de qualité traitant du thème abordé ici, merci de compléter l'article en donnant les références utiles à sa vérifiabilité et en les liant à la section « Notes et références ».
Cet article donne un aperçu du libéralisme et du radicalisme en Suisse. Il est limité aux partis libéraux et radicaux importants, prouvés pour avoir eu une représentation au parlement.

## Introduction
Au XIXe siècle, le radicalisme de Freisinn est devenu la force politique dominante en Suisse, le restant tout le 19ème siècle[réf. souhaitée]. Les deux principaux partis libéraux étaient le Parti radical-Démocratique Suisse (Freisinnig-Demokratische Partei der Schweiz / Parti Radical-Démocratique Suisse, membre de la LI, ELDR) et le Parti Libéral Suisse (Liberale Partei der Schweiz / Parti Libéral Suisse, membre LI). Ces deux partis ont depuis fusionné en 2009 pour donner le parti libéral-radical (FDP Die Liberalen / PLR Les Libéraux-Radicaux, observateur LI, membre de l'ADLE).

## Chronologie

### Des Libéraux-Démocrates au Parti Libéral de Suisse
- 1893 : Les libéraux modérés établirent les Libéraux-Démocrates (Liberaldemokraten), mais la plupart des libéraux germanophones rejoignirent en 1894 le Parti radical-Démocratique Suisse
- 1913 : Le parti est rebaptisé Parti Libéral-Démocrate (Liberaldemokratische Partei)
- 1961 : Le parti est réorganisé autour de l'Union Démocratique Libérale de la Suisse (Liberaldemokratische Union der Schweiz)
- 1977 : La partie est rebaptisée Parti Libéral Suisse (Liberale Partei der Schweiz / Parti Libéral Suisse)

### Parti radical-Démocratique Suisse
- 1894 : Les Radicaux (Freisinn en allemand) sont devenus dominants en Suisse et forme le Parti radical-Démocratique Suisse (Freisinnig-Demokratische Partei der Schweiz / Parti Radical-Démocratique Suisse)
- 1896 : Une fraction forma l'Extrême Gauche
- 1918 : Une fraction conservatrice du parti a fait sécession pour former les Parti des paysans, artisans et indépendants.
- 1941 : La branche locale de Zurich rejoignit le Parti Démocratique de Suisse
- 1971 : La branche locale de Zurich du Parti Démocratique de la Suisse rejoignit de nouveau le parti

### De l'Extrême-Gauche au Parti Démocratique de Suisse
- 1896 : L'aile gauche du Parti radical-Démocratique Suisse créa l'Extrême gauche (Äußerste Linke)
- 1905 : L'Extrême Gauche devint le Parti démocratique suisse, un parti social-libéral (Demokratische Partei der Schweiz)
- 1941 : La branche locale de Zurich rejoignit le Parti Démocratique de Suisse
- 1971 : La branche locale de Zurich rejoignit le Parti radical-démocratique suisse, alors que les branches locales de Glaris et des Grisons fusionnèrent avec l'Union démocratique du centre

### Alliance des Indépendants
- 1936 : Gottlieb Duttweiler forma l'Alliance des indépendants comme un parti social-libéral
- 1999 : Le parti est dissous

## Chefs libéraux
- Freisinn : Ludwig Snell - Alfred Escher